# Promienie N
Promienie N – fikcyjne promieniowanie, rzekomo emitowane przez źródła światła (Słońce, palniki gazowe) oraz różne ciała, np. metale i aparaturę wytwarzającą promieniowanie rentgenowskie. Ich odkrycie zostało ogłoszone w 1903 r. przez francuskiego fizyka, profesora fizyki na Uniwersytecie w Nancy, Renè-Prospera Blondlota, członka Francuskiej Akademii Nauk. Nazwa pochodzi od pierwszej litery rodzinnego miasta odkrywcy. Promieniowanie to okazało się zupełną fikcją.

## Rejestracja
Rejestracja tych promieni polegała na obserwacji scyntylacji na płytce pokrytej siarczkiem kadmu. Innym sposobem rejestracji było zwiększenie się jasności płomienia palnika, gdy padało nań promieniowanie N.

## Właściwości
Promieniowanie N miało odmienne właściwości niż inne znane wówczas rodzaje promieniowania. Można było je kumulować i przechowywać. Z łatwością przenikało przez niektóre metale (np. platynową płytkę) i papier, natomiast było całkowicie absorbowane przez mokry papier lub kilkucentymetrową warstwę soli kuchennej. Płaskie metalowe przedmioty (np. pilnik) miały zdolność wzmacniania promieni N. Dzięki takim przedmiotom można było, według ówczesnych badaczy tych promieni, dostrzec nieuzbrojonym okiem szczegóły otoczenia oświetlone tym promieniowaniem.
Według Blondlota promienie te miały charakter falowy i mogły różnić się długością fali i współczynnikiem załamania. Dowodzić tego miał eksperyment z użyciem aluminiowych soczewek i aluminiowego pryzmatu rozszczepiającego promieniowanie na poszczególne linie widmowe.

## Historia dalszych badań
Po ogłoszeniu swojego odkrycia Blondlot kontynuował badania nad promieniami N, dowodząc, że istnieje również inne promieniowanie, które nie wzmacnia, a osłabia jasność świecenia przedmiotów. Wreszcie trzecia odmiana tego promieniowania (emitowanego przez pewne ciecze i metale) miała oddziaływać z polem grawitacyjnym – zachowywała się jak strumień cząstek obdarzonych masą.
Badania te kontynuował profesor medycyny Augustin Charpentier, również z Nancy. Według tego uczonego promienie N emitowało również ludzkie ciało (nerwy i mięśnie), również po śmierci. Miały one nie tylko wzmacniać zmysł wzroku, ale również działanie innych telereceptorów.
Także Henri Becquerel zajmował się badaniem nowych promieni. „Udowodnił”, że można spowodować zanik ich emisji z metali poprzez działanie eterem, chloroformem lub spirytusem.
W ciągu roku ukazało się prawie 300 prac dotyczących promieni N. Najwięcej było autorstwa Charpentiera i Blondlota. Autorami prawie wszystkich prac byli Francuzi, poza dwoma artykułami autorów angielskich.

## Weryfikacja
Eksperymenty prowadzone w innych laboratoriach, poza Francją, nie potwierdzały rezultatów uzyskiwanych przez Blondlota i innych francuskich uczonych. Efekt ten próbowano tłumaczyć w ten sposób, że Niemcy mają stępione zmysły przez nadużywanie piwa, a Anglicy przez mgłę. Nie dowierzając tym tłumaczeniom, amerykański fizyk Robert Wood wybrał się do Nancy, aby na miejscu dokonać weryfikacji wyników. W zacienionym laboratorium niepostrzeżenie dokonywał modyfikacji aparatury (np. zabierając aluminiowy pryzmat), co jak się okazało, nie miało wpływu na odczyty czynione przez laborantów. Swoim działaniem Wood zdemaskował badaczy promieni N i wykazał fałszywość ich rewelacji. Opublikowanie przez niego wniosków ze swoich obserwacji w Nancy spowodowało odrzucenie przez międzynarodową społeczność naukową całej teorii promieni N.

### Postawa Blondlota
Odkrywca promieni N zdążył jeszcze dostać wysoką nagrodę od Francuskiej Akademii Nauk. W ostatniej chwili zmieniono tylko uzasadnienie – „odkrycie promieni N” zmieniono na „całokształt pracy naukowej”. Sam Blondlot nigdy nie pogodził się z porażką – do końca życia wierzył w realność promieni N i prowadził nad nimi badania.